# 18 de julio
El 18 de julio es el 199.º (centésimo nonagésimo noveno) día del año en el calendario gregoriano y el 200.º (ducentésimo) en los años bisiestos. Quedan 166 días para finalizar el año. Conocido como  ante diem XV (quintumdecimum) Kalendas Sextiles sive Augustas, por los romanos. En el calendario revolucionario francés, correspondía generalmente al 30 de Mesidor.

## Acontecimientos
- 586 a. C.: en Judá, termina el sitio de Jerusalén por Nabucodonosor II de Babilonia.
- 477 a. C.: (o 13 de febrero, según Ovidio) Batalla de Crémera, durante la guerra entre la República Romana y la ciudad etrusca de Veyes; en la misma, según los analistas, la gens Fabia fue casi aniquilada.
- 387 a. C.: (o 390 a. C.) el líder galo Brenno, jefe de la tribu de los senones, dirige la Batalla del Alia tras la cual Roma es saqueada.
- 64: comienza el gran incendio de Roma.
- 362: el emperador Juliano llega a Antioquía al frente de un ejército de 60 000 hombres en el marco de las Guerras romano-sasánidas.
- 452: la ciudad de Aquilea, cercana a las lagunas de la actual Venecia, es destruida por los hunos de Atila.
- 645: las tropas chinas bajo el mando del general Li Shiji inician el sitio de la fortaleza de Anshi (Liaoning), durante la Guerra Goguryeo-Tang.
- 1100: Balduino I es elegido rey de Jerusalén, al morir su hermano Godofredo de Bouillón.
- 1195: Batalla de Alarcos, los almohades derrotan a las tropas de Alfonso VIII de Castilla forzando su retirada a Toledo.
- 1290: en Inglaterra, el rey Eduardo I expulsa a los judíos (unos 16 000) mediante un Edicto de expulsión.
- 1323: en Roma, el papa Juan XXII canoniza al filósofo y teólogo italiano Tomás de Aquino.
- 1334: en la Catedral de Santa María del Fiore, Florencia, se coloca la primera piedra del nuevo campanile (campanario), diseñada por Giotto di Bondone.
- 1507: en Bruselas, el príncipe Carlos, es coronado Duque de Borgoña, un año después de heredar el título.
- 1545: en la isla de Wight (Inglaterra) —en el marco de la Guerra Italiana de 1542 a 1546— primer día de la batalla del estrecho de Solent.
- 1600: en Nueva Granada (actual Colombia), el oidor Luis Henríquez funda la ciudad de Zipaquirá.
- 1723: en Leipzig, Johann Sebastian Bach dirige la primera interpretación de su cantata Erforsche mich, Gott, und erfahre mein Herz, BWV 136.
- 1806: en Birgu, Malta, explota un almacén de pólvora, matando a unas doscientas personas.

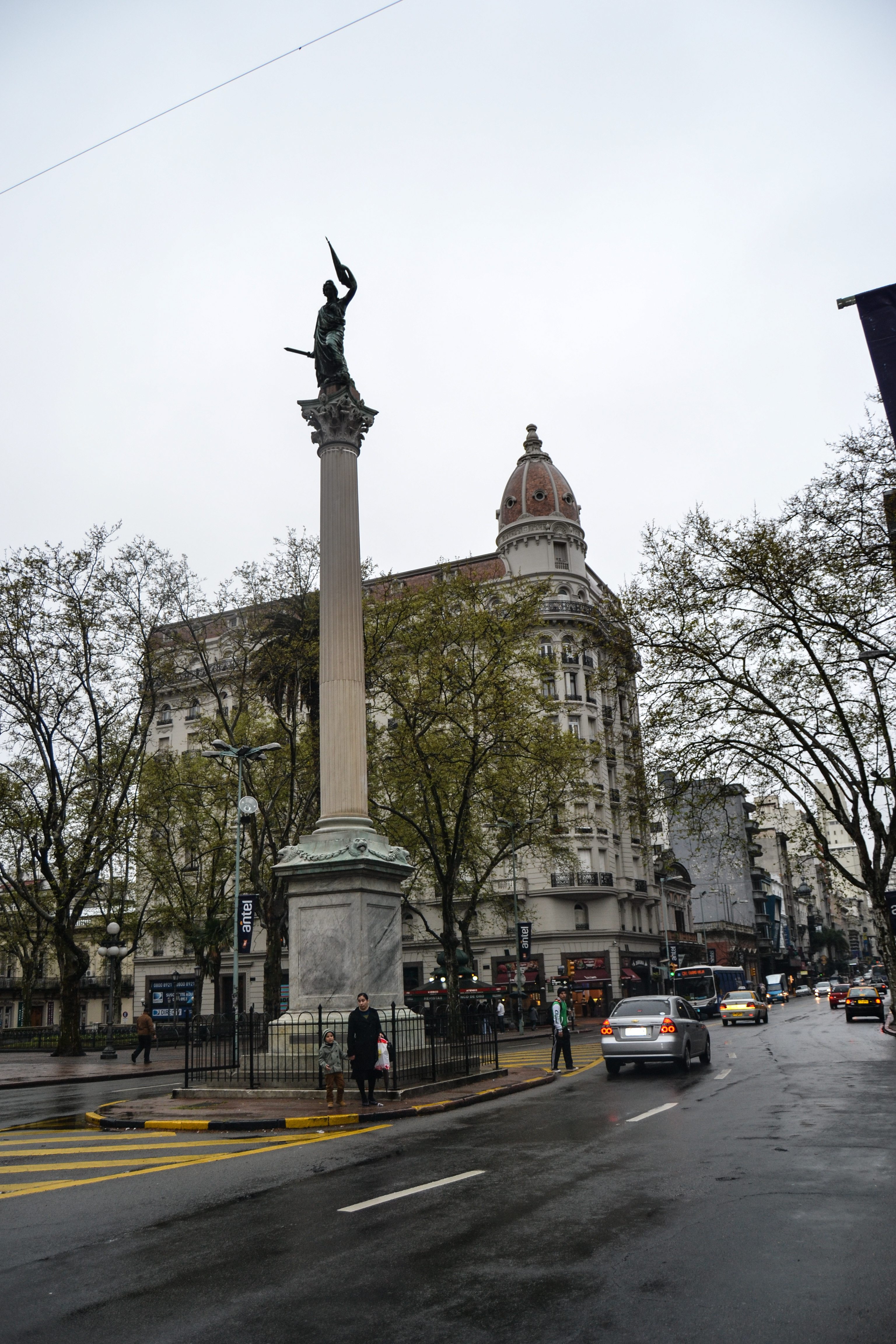
Avenida 18 de Julio, Montevideo, Uruguay.

- 1812: el Tratado de Orebro pone fin a las guerras anglo-rusa y anglo-sueca.
- 1830: Uruguay jura su primera Constitución.
- 1837: en la posada de Alcazarén, cerca de Olmedo (provincia de Valladolid) es detenido el famoso bandolero Luis Candelas.
- 1841: en la ciudad de Río de Janeiro (Brasil) es coronado el emperador Pedro II.
- 1862: en los Alpes, montañistas realizan el primer ascenso al Mont Blanc.
- 1865: en la costa atlántica de la provincia argentina de Buenos Aires (512 km al sur de la ciudad de Buenos Aires) se funda la aldea de Necochea.
- 1870: el Concilio Vaticano I decreta la infalibilidad papal.
- 1872: en Londres (Reino Unido), la Ballot Act introduce el voto secreto en las elecciones parlamentarias y locales de ese país.
- 1873: en Madrid (España), Nicolás Salmerón se convierte en presidente de la Primera República española tras la dimisión de Francisco Pi y Margall, que solo permaneció cinco semanas en el cargo.
- 1894: entre París y Ruan se celebra la primera carrera de automóviles.[1]
- 1902: en Barcelona se estrena con gran éxito la obra Raimundo Lulio, de Joaquín Dicenta.
- 1906: en Egipto estallan disturbios tras la ejecución de los responsables de la muerte de un oficial británico. Gran Bretaña refuerza su presencia militar en el país.[cita requerida]
- 1909: 25 km al sur de la ciudad de Buenos Aires (Argentina) se funda el pueblo de Rafael Calzada.
- 1915: en Isonzo (Italia) ―en el marco de la Primera Guerra Mundial (1914‑1918)― se produce la segunda ofensiva italiana, para conquistar Istria.
- 1915: en Italia ―en el marco de la Primera Guerra Mundial (1914‑1918)― entra en vigor el permiso militar de una semana por turnos.
- 1918: en el Aisne y el Marne, tropas aliadas inician una contraofensiva y obligan a las fuerzas alemanas a replegarse.
- 1921: en Burgos (España), con motivo del séptimo centenario de la Catedral de Burgos, se trasladan al templo los restos de El Cid y su esposa doña Jimena, así como las reliquias de san Fernando (el rey Fernando III de Castilla).
- 1923: en Liébana (Cantabria) una plaga de ratas rojas asola los campos.[cita requerida]
- 1925: en Berlín se publica la primera edición del libro Mein Kampf (Mi lucha), de Adolf Hitler.
- 1927: en España, el rey Alfonso XIII decreta la creación de aeródromos en Madrid, Barcelona, Valencia, Sevilla, Alicante, Málaga y Burgos.
- 1928: la estadounidense Amelia Earhart se convierte en la primera mujer en sobrevolar el océano Atlántico.
- 1928: en la provincia de Huesca (España) se inaugura el ferrocarril transpirenaico de Canfranc.
- 1934: en Polonia suceden catastróficas inundaciones, dejando 150 muertos y daños materiales por valor de 1000 millones de zlotys.
- 1936: en España, parte del ejército se levanta contra la Segunda República Española en un golpe de Estado que desembocará en la Guerra Civil Española (1936‑1939).
- 1936: en el marco de la Guerra Civil Española (1936‑1939), la aviación fiel al gobierno republicano efectúa un bombardeo contra la población civil de Tetuán, capital del «protectorado» español de Marruecos, que se había sublevado contra el gobierno.
- 1938: en el Ayuntamiento de Barcelona, Manuel Azaña (presidente de la Segunda República Española) da el discurso Paz, piedad y perdón, en el segundo aniversario del inicio de la Guerra Civil Española (1936‑1939).
- 1939: en España ―en el marco de la Guerra Civil Española (1936‑1939)― comienza la reconstrucción del Cerro de los Ángeles.
- 1940: en España se inicia el proceso de reclamación oficial de Gibraltar.
- 1941: en el sur de Indochina (actual Vietnam), desembarcan tropas japonesas (Ocupación japonesa de Indochina)
- 1942: en Madrid se inaugura el velódromo de la Ciudad Lineal.
- 1943: en las islas Aleutianas, los japoneses desalojan la isla Kiska.
- 1945: en España, el dictador Francisco Franco forma el Quinto Gobierno de España (1945‑1951), presidido por él.
- 1951: en España, Francisco Franco forma el Sexto Gobierno de España (1951‑1956), presidido por él.
- 1957: en el valle de Cuelgamuros (sierra de Guadarrama) se inaugura el Monumento a los Caídos en la guerra civil española.
- 1961: en el pueblo Sabino Delgado, en la provincia de Sancti Spíritus (Cuba), un grupo de «bandidos» cubanos liderados por el terrorista Arnoldo Martínez Andrade ―en el marco de los ataques terroristas organizados por la CIA estadounidense― atacan a tiros la granja de la aldea. Resultan heridas siete personas civiles.[2]
- 1961: en España, la policía desmantela la primera acción terrorista de ETA: el sabotaje a la línea férrea Madrid-Barcelona, por la que iba a pasar un tren cargado de excombatientes.
- 1962: en Lima (Perú), Manuel Prado Ugarteche es defenestrado de la presidencia por un golpe de Estado. Asume la presidencia Ricardo Pérez Godoy.
- 1965: la Unión Soviética lanza la sonda lunar Zond 3.
- 1965: en Londres (Reino Unido), Edward Heath es elegido nuevo líder del Partido Conservador.
- 1967: en el valle de Sartenejas (Venezuela) se funda la Universidad de Caracas, más tarde renombrada Universidad Simón Bolívar.
- 1967: en Brasil, el expresidente Humberto Castelo Branco fallece en un accidente aéreo.
- 1972: en Egipto, Anwar el-Sadat anuncia la expulsión de los consejeros militares soviéticos.
- 1975: en Río de Janeiro mueren 30 viajeros en un descarrilamiento ferroviario.[cita requerida]
- 1976: en España, los GRAPO (Grupos de Resistencia Antifascista Primero de Octubre), reivindican la colocación de 28 artefactos explosivos.
- 1977: en Oviedo (España)se recuperan 251 piedras preciosas robadas de la «Cámara Santa».
- 1978: en Jartum (Sudán), 30 jefes de Estado africanos participan en la conferencia de la OUA.
- 1979: Francisco Urcuyo Maliaños asume como Presidente de Nicaragua tras la renuncia y huida del dictador nicaragüense Anastasio Tachito Somoza.
- 1980: en Brasil, y después de casi 30 años de emisión ininterrumpida, la cadena de televisión Rede Tupi cesa sus transmisiones.
- 1981: en Dublín (Irlanda), los violentos incidentes durante una manifestación pro-IRA (Ejército Revolucionario Irlandés) concluyen con más de un centenar de heridos.
- 1982: en un parcelamiento (aldea) cerca de la ciudad de La Libertad, en el departamento de Petén (Guatemala) ―en el marco de la Guerra civil de Guatemala y del genocidio guatemalteco― militares y kaibiles (‘fuerzas de élite’) de las Fuerzas Armadas de Guatemala ―bajo las órdenes y responsabilidad del gobierno del dictador Efraín Ríos Montt― perpetran una masacre de civiles (la mayoría de ellos, niños).
- 1983: en Colombia, el M‑19 confirma la muerte en accidente de su líder Jaime Bateman.
- 1984: en San Ysidro (estado de California), 22 personas mueren y 19 resultan heridas en la Masacre del McDonald's de San Ysidro.
- 1986: en el océano Atlántico norte el sumergible Alvin explora el Titanic.
- 1988: Irán acepta sin condiciones la resolución 598 de la ONU (Organización de las Naciones Unidas), que exige un inmediato alto al fuego en la guerra que Irán mantenía contra Irak desde 1980.
- 1989: Estados Unidos y la Unión Soviética alcanzan un acuerdo sobre la prohibición de armas químicas y su destrucción en un período de diez años.
- 1993: fracasan las conversaciones en El Aaiún entre el Frente Polisario y el gobierno de Marruecos para realizar el referéndum de autodeterminación exigido por la ONU.
- 1993: en México se funda la cadena de televisión Televisión Azteca.
- 1993: en Veguellina de Órbigo (España) se celebra por primera vez el Streetball 3x3 Veguellina, torneo de baloncesto 3x3 más antiguo que se lleva celebrando ininterrumpidamente desde su nacimiento (excepto durante la pandemia de covid‑19).
- 1994: en Ruanda, el Frente Patriótico Ruandés (FPR) toma el control de Gisenyi y el noroeste del país, obligando al gobierno interino a huir a en Zaire poniendo fin al genocidio.
- 1994: en Buenos Aires (Argentina), un atentado terrorista a la AMIA (Asociación Mutual Israelita Argentina) deja 85 muertos y más de 300 heridos.
- 1995: en la isla de Montserrat, entra en erupción el volcán Soufrière Hills.
- 1996: inundaciones en el río Saguenay, a uno de los peores desastres naturales de la historia de Quebec.
- 1996: en Sri Lanka, la banda terrorista Tigres de Liberación del Eelam Tamil capturan una base del ejército y matan a más de 1200 soldados (batalla de Mullaitivu).
- 1998: en las costas del norte de Papúa Nueva Guinea, un tsunami hace desaparecer a más de 3000 personas.
- 1998: en Roma (Italia), la firma del Estatuto de Roma inaugura la Corte Penal Internacional.
- 2004: en alguna ciudad de la Argentina, Carlos Sainz gana el Rally de Argentina, lo que supone su 26.ª victoria en pruebas del Mundial, récord en la historia del campeonato.
- 2004: en Gaza (Palestina), las milicias radicales palestinas desafían la autoridad del líder palestino Yasir Arafat.
- 2004: en Faluya (Irak), un ataque de las tropas estadounidenses, autorizado por el primer ministro iraquí, se cobra la vida de 14 civiles, entre ellos varios niños.
- 2005: en China, el tifón Haitang obliga a evacuar a más de 0.6 millones de personas.
- 2005: el Constitucional alemán anula la orden europea de detención y entrega, considerada pieza clave en la lucha conjunta contra el terrorismo.
- 2008: Jesús Vázquez es el primer español nombrado embajador de Buena Voluntad del ACNUR.
- 2012: en Burgas (Bulgaria), al menos 7 personas mueren y otras 32 resultan heridas después de que una bomba explota en un autobús turístico israelí (atentado terrorista en el aeropuerto de Burgas).
- 2013: Tijuana se convierte en la primera ciudad mexicana y latinoamericana en realizar el apagón analógico.
- 2014: en Irak, la banda terrorista Estado Islámico exige que los cristianos acepten el estatus de dhimmi o emigren, como alternativa a ser asesinados.[3]
- 2018: en alguna ciudad del estado de Iowa (Estados Unidos), un inmigrante ilegal llamado Christian Bahena Rivera secuestra y asesina a Mollie Tibbetts.
- 2019: en la ciudad de Kioto (Japón), el ciudadano AOBA Shinji (41) quien se autopercibía como «novelista», perpetra un incendio intencional en la empresa Kyoto Animation (de la que Aoba creía que había plagiado sus novelas). Entró por la puerta principal, bloqueó las salidas de emergencia y vertió gasolina dentro de las oficinas, generando una explosión. Aoba huyó después de iniciar el incendio, pero fue perseguido por un empleado de Kyoto Animation y la policía lo capturó. Asesinó a 36 personas y dejó 34 heridos.
- 2019: en el Reino de España, José Miguel García es nombrado secretario general de la nueva Consejería de Transparencia de la Junta de Castilla y León.

## Nacimientos
- 1013: Hermann von Reichenau, compositor alemán (f. 1054).
- 1501: Isabel de Austria, reina consorte danesa, noruega y sueca (f. 1526).
- 1534: Zacharius Ursinus, teólogo alemán (f. 1583).
- 1552: Rodolfo II, emperador germánico (f. 1612).
- 1635: Robert Hooke, científico británico (f. 1703).
- 1656: Johann Bernhard Fischer von Erlach, arquitecto austriaco (f. 1723).
- 1659: Hyacinthe Rigaud, pintor francés (f. 1743).
- 1670: Giovanni Bononcini, compositor y violonchelista italiano (f. 1747).
- 1724: María Antonia Walpurgis de Baviera, mecenas, compositora, pintora y escritora alemana (f. 1780).
- 1728: Pietro Arduino, botánico italiano (f. 1805).
- 1734: Giuseppe Piermarini, arquitecto italiano (f. 1808).
- 1768: Jean-Robert Argand, matemático suizo (f. 1822).
- 1811: James Bateman, horticultor británico (f. 1897).
- 1811: William Makepeace Thackeray, escritor británico (f. 1863).
- 1818: Louis De Geer, primer ministro sueco (f. 1896).
- 1821: Pauline Viardot-García, mezzosoprano francesa de origen español (f. 1910).
- 1831: Johann Martin Schleyer, sacerdote católico alemán (f. 1912).
- 1834: Próspero Fernández Oreamuno, político costarricense, presidente entre 1882 y 1885 (f. 1885).
- 1837: Vasil Levski, revolucionario y héroe búlgaro (f. 1873).
- 1840: Giovanni Arcángeli, botánico italiano (f. 1921).
- 1842: Elbio Fernández, abogado, periodista y magistrado uruguayo (f. 1869).
- 1843: Virgil Earp Agente de la Ley estadounidense. (f. 1905)
- 1845: Tristán Corbière, poeta francés (f. 1875).
- 1849: Hugo Riemann, musicólogo y pedagogo alemán (f. 1919).
- 1853: Hendrik Antoon Lorentz, físico y matemático neerlandés, premio nobel de física en 1902 (f. 1928).
- 1864: Ricarda Huch, actriz alemana (f. 1947).
- 1867: Margaret Brown, mujer estadounidense (f. 1932) sobreviviente del naufragio del Titanic.
- 1871: Giacomo Balla, pintor fascista futurista italiano (f. 1958).
- 1873: Gustave Violet, escultor francés (f. 1952).
- 1881: Antonia Maymón, pedagoga racionalista y naturista (f. 1959).
- 1881: María de Maeztu, pedagoga y humanista española (f. 1948)
- 1887: Vidkun Quisling, político fascista noruego pronazi (f. 1945).
- 1892: Arthur Friedenreich, futbolista brasileño (f. 1969).
- 1893: Sadí de Buen Lozano, médico y científico español (f. 1936).
- 1896: Agustín Sancho, futbolista español (f. 1960).
- 1897: José L. Lasplazas, periodista y deportista español (f. 1975).
- 1899: Felipe Pinglo Alva, cantautor peruano (f. 1936).
- 1900: Juan Gómez Millas, rector de la Universidad de Chile (f. 1987).
- 1900: Esteban Pallarols Xirgu, anarquista español (f. 1943).
- 1901: Diego Angulo Íñiguez, historiador de arte español (f. 1986).
- 1902: Nathalie Sarraute (Natalia Cherniak), escritora francesa de origen ruso (f. 1999).
- 1904: Joaquín Romero Murube, poeta y ensayista español (f. 1969).
- 1906: Clifford Odets, dramaturgo estadounidense (f. 1963).
- 1906: Fausto Padín, actor argentino de cine, teatro y televisión (f. 1975).[4]
- 1908: Lupe Vélez, actriz mexicana (f. 1944).
- 1909: Andréi Gromiko, político ruso (f. 1989).
- 1913: Red Skelton, actor y cómico estadounidense (f. 1997).
- 1914: Ginettaccio (Gino Bartali), ciclista italiano (f. 2000).
- 1914: Jo Cals, primer ministro neerlandés (f. 1971).
- 1916: Vladímir Démijov, científico y cirujano soviético, pionero en trasplantes (f. 1998).
- 1918: Reinaldo Gorno, futbolista argentino (f. 1994).
- 1918: Nelson Mandela, político y activista sudafricano, presidente entre 1994 y 1999 (f. 2013).
- 1920: José Simón Díaz, filólogo español (f. 2012).
- 1921: John Glenn, astronauta y empresario estadounidense (f. 2016).
- 1921: Aaron T. Beck, psiquiatra y profesor estadounidense (f. 2021).
- 1922: Enrique Angelelli, obispo argentino, asesinado por la dictadura de Videla (f. 1976).
- 1923: Jean de Gribaldy, ciclista y director deportivo francés (f. 1987).
- 1922: Thomas Kuhn, físico, filósofo y epistemólogo estadounidense (f. 1996).
- 1922: Julia Morilla de Campbell, escritora juvenil argentina.
- 1926: Ángel Crespo, poeta, ensayista, crítico de arte y traductor español (f. 1995).
- 1927: Kurt Masur, director de orquesta y pianista alemán (f. 2015).
- 1927: Gius, guionista, libretista y dramaturgo argentino (f. 2001).
- 1930: Carmen Campoy, actriz argentina de origen español.
- 1931: Walter Vidarte, actor uruguayo (f. 2011).
- 1932: Rafael Requena, pintor español (f. 2003).
- 1932: Yevgueni Yevtushenko, poeta ruso (f. 2017).
- 1933: Syd Mead, diseñador industrial estadounidense (f. 2019).
- 1933: R. Murray Schafer, compositor, educador musical y ambientalista canadiense.
- 1935: Ben Vautier, artista italiano.
- 1937: Roald Hoffmann, químico estadounidense, premio nobel de química en 1981.
- 1937: Hunter S. Thompson, autor estadounidense (f. 2005).
- 1938: Ian Stewart, músico británico, de la banda The Rolling Stones (f. 1985).
- 1938: Paul Verhoeven, cineasta neerlandés.
- 1938: El Viti, torero español.
- 1938: Eduardo Manzano, actor y comediante mexicano.
- 1939: Ricardo Ceratto, cantante argentino (f. 1995).
- 1940: James Brolin, actor estadounidense.
- 1942: Asun Balzola, escritora española (f. 2006).
- 1942: Giacinto Facchetti, futbolista italiano (f. 2006).
- 1943: Marisa González González, artista multimedia española pionera en el arte electrónico
- 1944: Thomas Markle, director de iluminación estadounidense.
- 1946: Alicia Kirchner, política argentina.
- 1948: Hartmut Michel, bioquímico alemán.
- 1948: James Faulkner, actor británico.
- 1949: Jerzy Gorgoń, futbolista polaco.
- 1950: sir Richard Branson, empresario británico.
- 1950: Jack Layton, político canadiense (f. 2011).
- 1951: Elio Di Rupo, primer ministro belga.
- 1951: Margo Martindale, actriz estadounidense.
- 1954: Ricky Skaggs, cantante estadounidense ganador de premios Grammy.
- 1957: Nick Faldo, golfista británico.
- 1957: Keith Levene, músico británico (f. 2022).
- 1959: Gerardo Morales, político argentino.
- 1960: Néstor Restivo, periodista e historiador argentino.
- 1961: Elizabeth McGovern, actriz estadounidense.
- 1961: Alan Pardew, futbolista y entrenador británico.
- 1962: Jack Irons, baterista estadounidense, de las bandas Pearl Jam, y Red Hot Chili Peppers.
- 1962: Lee Arenberg, actor estadounidense.
- 1963: Martín Torrijos, presidente panameño.
- 1966: Lori Alan, actriz estadounidense.
- 1966: Sholban Kara-ool, político ruso de etnia tuvana.

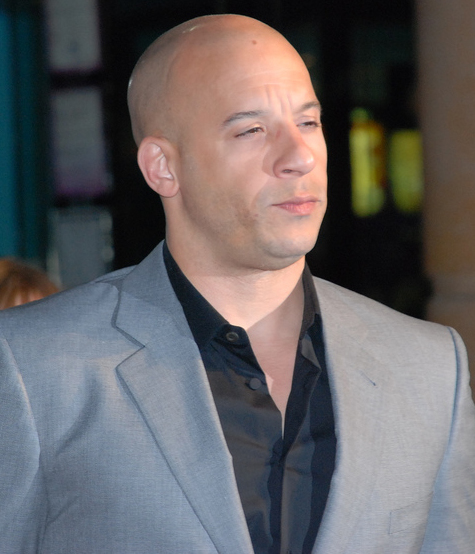
Vin Diesel

- 1967: Julio Maldonado, periodista español.
- 1967: Vin Diesel, actor estadounidense.
- 1969: Pablo Lemus Navarro, político mexicano. Gobernador de Jalisco desde 2024.
- 1970: Chris Jackson, futbolista neozelandés.
- 1971: Mario Pobersnik, futbolista argentino.
- 1971: Francisco Narcizio, futbolista brasileño.
- 1973: Constanza Santa María, periodista chilena.

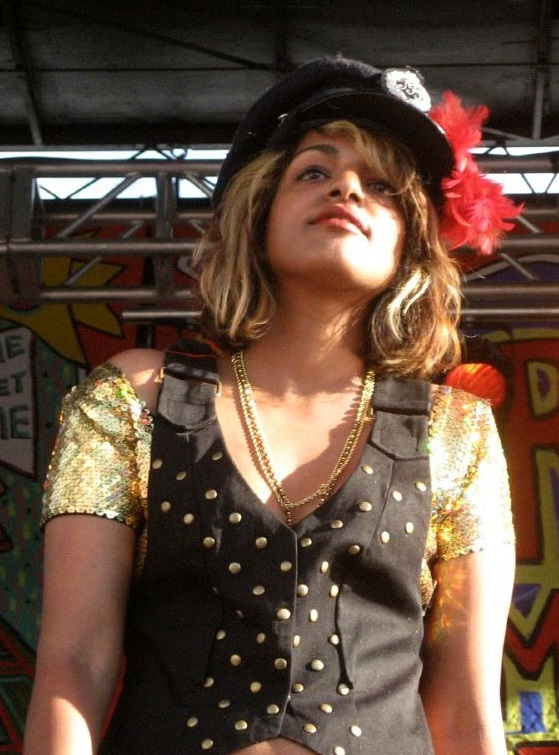
M.I.A.

- 1975: Sebastián Vignolo, periodista deportivo argentino.
- 1975: Daron Malakian, músico estadounidense, de la banda System of a Down.
- 1975: M.I.A., cantante, compositora, pintora y directora británica de ascendencia tamil cingalesa.
- 1976: Elsa Pataky, actriz española.
- 1976: Egamnazar Akbarov, yudoca uzbeko.
- 1977: Aleksandr Morozévich, ajedrecista ruso.
- 1977: Niweat Siriwong, futbolista tailandés.
- 1978: Verónica Romero, cantante española.
- 1978: Virginia Raggi, política italiana, alcaldesa de Roma.
- 1978: Tomas Danilevičius, futbolista lituano.
- 1978: Lidio Benítez, futbolista paraguayo.
- 1979: Jaska Raatikainen, músico finlandés, de la banda Children of Bodom.
- 1979: Fernando Noriega, actor de televisión de México.
- 1979: Ali Boussaboun, futbolista marroquí.
- 1980: Gareth Emery, DJ y productor británico.
- 1980: Kristen Bell, actriz estadounidense.
- 1980: Jamie Haskell, jugadora de curling estadounidense.
- 1982: Ryan Cabrera, cantante estadounidense.
- 1982: Priyanka Chopra, actriz y cantante india.
- 1982: Carlo Costly, futbolista hondureño.
- 1983: Carlos Diogo, futbolista uruguayo.
- 1983: Leandro Costa Miranda Moraes, futbolista brasileño.
- 1983: Joe Luwi, futbolista salomonense.
- 1983: Jan Schlaudraff, futbolista alemán.
- 1984: Amad Al Hosni, futbolista omaní.
- 1984: Nicolás Galindo, actor peruano.
- 1984: Veli Lampi, futbolista finlandés.
- 1985: Chace Crawford, actor estadounidense.
- 1986: Calvin Jong-a-Pin, futbolista neerlandés.
- 1986: Aaron Scott, futbolista neozelandés.
- 1987: Adrián Cruz Juncal, futbolista español.
- 1987: Carlos Eduardo Marques, futbolista brasileño.
- 1987: Angelika Tazreiter, ciclista austriaca.
- 1987: Claudio Yacob, futbolista argentino.
- 1988: Peter Abrahamsson, futbolista sueco.
- 1988: Alfredo Aguilar, futbolista paraguayo.
- 1989: Yohan Mollo, futbolista francés.
- 1989: Alice Nesti, nadadora italiana.
- 1989: Arkaitz Ruiz, futbolista español.
- 1990: Saúl "Canelo" Álvarez, boxeador mexicano.
- 1990: Anders Konradsen, futbolista noruego.
- 1991: Paulo Conrado do Carmo Sardin, futbolista brasileño.
- 1991: Daisuke Ando, futbolista japonés.
- 1991: Rubén Peña Jiménez, futbolista español.
- 1991: Mandy Rose, luchadora estadounidense.
- 1991: Ryo Hiraide, futbolista japonés.
- 1991: Eugenio Suárez, beisbolista venezolano.
- 1992: Mehdi Taremi, futbolista iraní.
- 1992: Himson Teleda, futbolista salomonense.
- 1993: George Bovell, nadador trinitense.
- 1993: Stephania Duque, modelo y actriz colombiana.
- 1993: Nabil Fekir, futbolista francés.
- 1993: Rafael de Vicente Hernández, futbolista español.
- 1993: Mats Rits, futbolista belga.
- 1993: Taemin, actor, modelo, cantante y bailarín surcoreano, integrante de los grupos SHINee y SuperM.

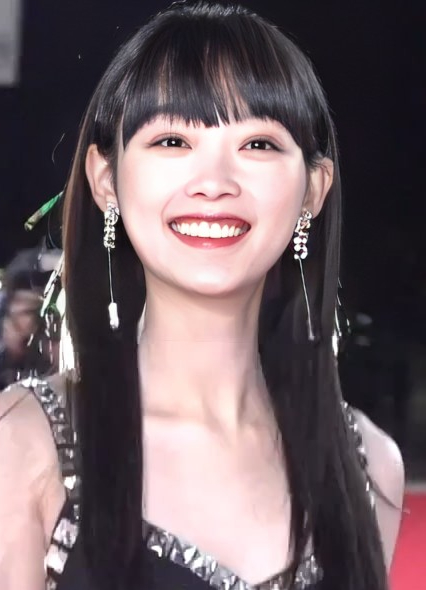
Lee Yoo-mi

- 1994: Ernesto Gómez Muñoz, futbolista español.
- 1994: Ryan Helsley, beisbolista estadounidense.
- 1994: Lee Yoo-mi, actriz surcoreana.
- 1994: Erik Lima, futbolista brasileño.
- 1994: Alvas Powell, futbolista jamaicano.
- 1994: Stefanía Roitman, actriz y modelo argentina.
- 1994: Taylor Russell, actriz canadiense.
- 1994: Shuhei Mitsuhashi, futbolista japonés.
- 1994: Matthias Versluis, patinador artístico finlandés.
- 1995: Maryna Bej-Romanchuk, atleta ucraniana.
- 1995: Aleksandar Jovičić, futbolista bosnio.
- 1995: Gautier Lloris, futbolista francés.
- 1995: Denílson Pereira Júnior, futbolista brasileño.
- 1995: Nedim Remili, balonmanista francés.
- 1995: Yuta Kumamoto, futbolista japonés.
- 1996: Jonas Bager, futbolista danés.
- 1996: Arturo Molina Tornero, futbolista español.
- 1996: Siebe Schrijvers, futbolista belga.
- 1996: Jonas Wiesen, remero alemán.
- 1996: Yung Lean (Jonatan Leandoer Hastad), productor discográfico y rapero sueco.
- 1997: Bam Adebayo, baloncestista estadounidense.
- 1997: Matheus Babi, futbolista brasileño.
- 1997: Micaela Cabrera, futbolista argentina.
- 1997: Sina Frei, ciclista suiza.
- 1997: Noah Lyles, atleta estadounidense.
- 1997: Elisabetta Oliviero, futbolista italiana.
- 1997: Serhii Pavlov, baloncestista ucraniano.
- 1997: Jon Ander Peña, pelotari español.
- 1997: Kevin Pérez, futbolista colombiano.
- 1997: Ed Polite, Jr., baloncestista estadounidense.
- 1997: Soulfia, cantante chilena.
- 1997: Alejandro Vergara, actor español.
- 1997: Fionn Whitehead, actor británico.
- 1998: Guillermo Avello, futbolista chileno.
- 1998: Sivert Bakken, biatleta noruego.
- 1998: Hadji Iraguha, futbolista ruandés.
- 1998: Gideon Mensah, futbolista ghanés.
- 1998: Eddie Munjoma, futbolista estadounidense.
- 1999: Saud Abdulhamid, futbolista saudí.
- 1999: Juan Fernando Calle, ciclista colombiano.
- 1999: Sergi Cardona, futbolista español.
- 1999: Jalen Crutcher, baloncestista estadounidense.
- 1999: Bridget González, actriz y cantante estadounidense.
- 1999: Sandra Luzardo, futbolista venezolana.
- 1999: Masaki Watai, futbolista japonés.
- 1999: Franco Medina, futbolista peruano.
- 1999: Felix Oschmautz, piragüista austríaco.
- 1999: Njegoš Petrović, futbolista serbio.
- 2000: Lutsharel Geertruida, futbolista neerlandés.
- 2000: Yuki Kobayashi, futbolista japonés.
- 2000: Angelina Melnikova, gimnasta artística rusa.
- 2000: Fausto Ruesga, baloncestista argentino.
- 2000: Lea Schmid, yudoca alemana.
- 2001: Naif Al-Hadhrami, futbolista catarí.
- 2001: Faride Alidou, futbolista alemán.
- 2002: Alexis Chávez, atleta argentino.
- 2002: Adrià Domenech, baloncestista español.
- 2002: Larissa Iapichino, atleta italiana.
- 2003: Mariasole Pollio, modelo italiana.
- 2003: Diego Sánchez Pérez, futbolista español.
- 2004: Emma Malewski, gimnasta artística alemana.
- 2006: Daneliya Tuleshova, cantante kazaja.

## Fallecimientos
- 1450: Francisco I, aristócrata («duque de Bretaña») francés (n. 1414).
- 1591: Jacobus Gallus Carniolus, compositor checo (n. 1550).
- 1608: Joaquín Federico I, aristócrata alemán (n. 1546).
- 1610: Caravaggio (Michelángelo Merisi), pintor italiano (n. 1571).
- 1643: François Duquesnoy, escultor flamenco (n. 1597).
- 1721: Antoine Watteau, pintor francés (n. 1684).
- 1735: Johann Krieger, compositor alemán (n. 1651).
- 1817: Jane Austen, novelista británica (n. 1775).
- 1847: Bento Gonçalves da Silva, político y militar brasileño (n. 1788).
- 1858: Francisco Antonio Pinto, político, militar y presidente chileno (n. 1785).
- 1863: Robert Gould Shaw, militar estadounidense (n. 1837).

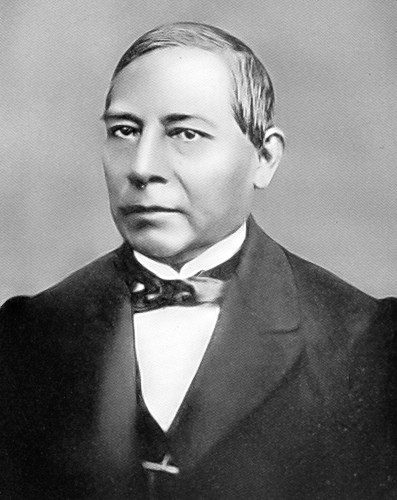
Benito Juárez

- 1872: Benito Juárez, político mexicano, presidente entre 1858 y 1872 (n. 1806).
- 1885: Cándido Nocedal, político español (n. 1821).
- 1890: Christian Heinrich Friedrich Peters, astrónomo alemán (n. 1813).
- 1892: Thomas Cook, empresario británico (n. 1808).
- 1899: Horatio Alger, escritor estadounidense (n. 1832).
- 1900: Johan Kjeldahl, químico danés (n. 1849).
- 1908: Jaime Nunó, compositor, concertista, director de orquesta español (n. 1824).
- 1909: Carlos María de Borbón, aristócrata español (n. 1848).
- 1918: Vladímir Paléi, poeta ruso (n. 1897).
- 1920: Joaquín de Prusia, aristócrata prusiano (n. 1890).
- 1921: Evelio Boal, sindicalista anarquista español (n. 1884).
- 1924: Ángel Guimerá, poeta y dramaturgo español (n. 1845).
- 1927: Joaquín Loriga, militar y aviador español (n. 1895).
- 1943: Esteban Pallarols Xirgu, anarquista español (n. 1900).
- 1966: Bobby Fuller, cantante y guitarrista de rock estadounidense (n. 1942).
- 1967: Humberto Castelo Branco, militar y dictador brasileño (n. 1897); accidente de aviación.
- 1968: Corneille Heymans, fisiólogo belga, premio nobel de medicina en 1938 (n. 1892).
- 1973: Jack Hawkins, actor británico (n. 1910).
- 1975: Carl O. Sauer, geógrafo estadounidense (n. 1889).
- 1982: Roman Jakobson, lingüista estadounidense (n. 1896).
- 1987: Gilberto Freyre, antropólogo y escritor brasileño (n. 1900).
- 1988: Christa Päffgen, más conocida como Nico, cantautora, modelo y actriz alemana (n. 1938).
- 1989: Rebecca Schaeffer, actriz estadounidense (n. 1967)
- 1990: Gerry Boulet, autor, intérprete y compositor canadiense (n. 1946).
- 1990: Georges Dargaud, editor francés, primer editor del cómic Asterix (n. 1911).
- 1993: Jean Negulesco, cineasta estadounidense (n. 1900).
- 1995: Fabio Casartelli (24), ciclista italiano (n. 1970).
- 1996: José Manuel Fuente, ciclista español (n. 1945).
- 1998: Emilio Alfaro, actor argentino (n. 1933).
- 1998: Tito Cortés, cantante y compositor colombiano (n. 1924).
- 1999: Alfredo Vera Vera, político ecuatoriano (n. 1919).
- 2000: Francisco Javier Sáenz de Oiza, arquitecto español (n. 1918).
- 2000: José Ángel Valente, poeta español (n. 1929).
- 2003: Vladímir Vinogradov, científico soviético en el campo de la petroquímica (n. 1923).
- 2005: William Westmoreland, militar estadounidense (n. 1914).
- 2007: Jerry Hadley, tenor estadounidense (n. 1952).
- 2007: Kenji Miyamoto, político japonés (n. 1918).
- 2009: Henry Allingham, supercentenario británico (n. 1896).
- 2009: Jill Balcon, actriz británico-inglesa (n. 1925).
- 2010: Jorge Cepernic, político argentino (n. 1915).
- 2012: Robert Kurz, filósofo, escritor y periodista alemán (n. 1943).
- 2013: Horacio Avendaño, saxofonista argentino (n. 1960), de la banda Los Pericos.
- 2013: Anatoli Budaev, futbolista bielorruso (n. 1969).
- 2013: Fernando Castillo Velasco, arquitecto y político chileno (n. 1918).
- 2013: Anxo Guerreiro, político comunista español (n. 1945).
- 2013: Julián Lajos, pelotari español (n. 1940).
- 2013: Vaali, letrista, poeta y escritor indio (n. 1931).
- 2014: João Ubaldo Ribeiro, periodista, escritor y ensayista brasileño (b. 1941).
- 2019: David Hedison, actor estadounidense (n. 1927).
- 2019: víctimas del ataque incendiario contra Kyoto Animation:
  - Naomi Ishida, diseñadora de color de animación japonesa (n. 1969).
  - Futoshi Nishiya, animador y director de animación japonés.
  - Mikiko Watanabe, animadora y directora artística japonesa (n. 1984).
  - Shōko Ikeda, animadora japonesa (n. 1975).
  - Yasuhiro Takemoto, animador y director de  japonés (n. 1972).
  - Yoshiji Kigami, animador y director animación japonés (n. 1957).
  - Yukiya Amano, diplomático japonés (n. 1947).
- 2020: Juan Marsé, escritor español  (n. 1933).
- 2020: Haruma Miura, actor y cantante japonés (n. 1990).
- 2020: Lucio Urtubia, albañil y militante anarquista español (n. 1931).
- 2020: Ekaterina Alexandrovskaya, patinadora rusa (n. 2000).
- 2024: Bob Newhart, comediante y actor estadounidense (n. 1929).
- 2024: Fresia Saavedra, cantante ecuatoriana (n. 1933).
- 2025: André Vingt-Trois, cardenal francés (n. 1942).

## Celebraciones

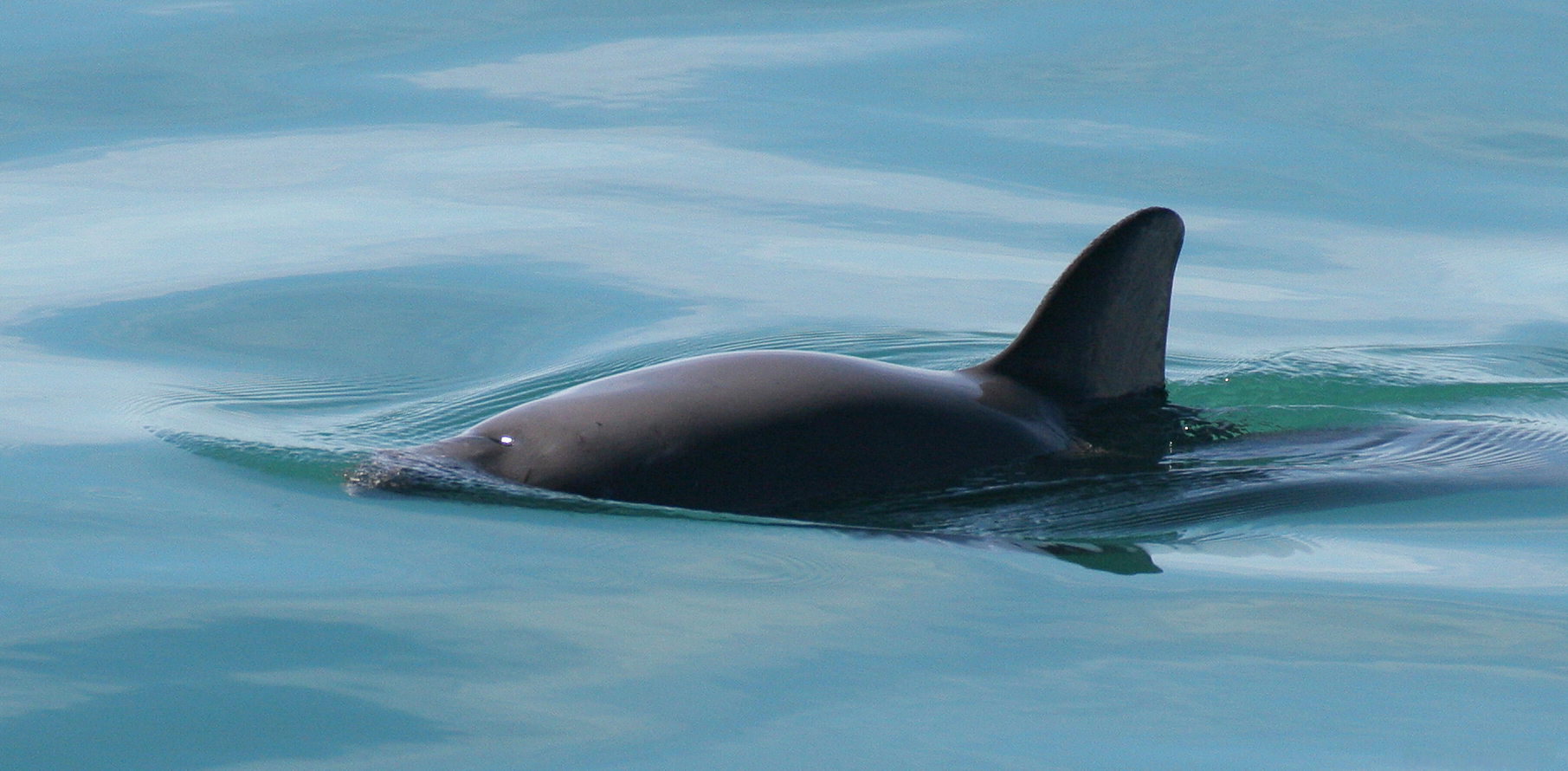
Día Mundial de la Vaquita Marina.

- Día Internacional de la Vaquita Marina.[5]
Proclamado por el Programa de Naciones Unidas para el Medioambiente (PNUMA) para proteger este mamífero en peligro de desaparición, a causa de la pesca ilegal.

- Día Mundial de la Escucha.
Se celebra para reflexionar acerca de cómo los sonidos afectan nuestra vida cotidiana.
(en inglés: World Listening Day).

- Naciones Unidas: 
  - Día Internacional de Nelson Mandela.[6]

 Por países
(Por orden alfabético)
- Ecuador: 
  - Día del Sistema Nacional de Áreas Protegidas.[7]
Este día conmemora la importancia de las áreas protegidas para la conservación de la biodiversidad y el patrimonio natural del país. Ecuador cuenta con un Sistema Nacional de Áreas Protegidas (SNAP) que abarca aproximadamente el 20% de su territorio, distribuidas en 78 áreas protegidas en las cuatro regiones del país. Estas áreas son cruciales para proteger la biodiversidad, los ecosistemas y los valores culturales asociados.

- Estados Unidos: 
  - Día del Caviar.[8]
(en inglés: National Caviar Day).
  - Día de los Dulces Ácidos.[9]
(en inglés: National Sour Candy Day).

- Guatemala: 
  - Día del Veterinario.[10]

- México: 
  - Aniversario luctuoso de Benito Juárez.

- República Dominicana:
  - Día Nacional del Economista.

- Uruguay: 
  - Aniversario de la Primera Jura de la Constitución.

### Santoral católico

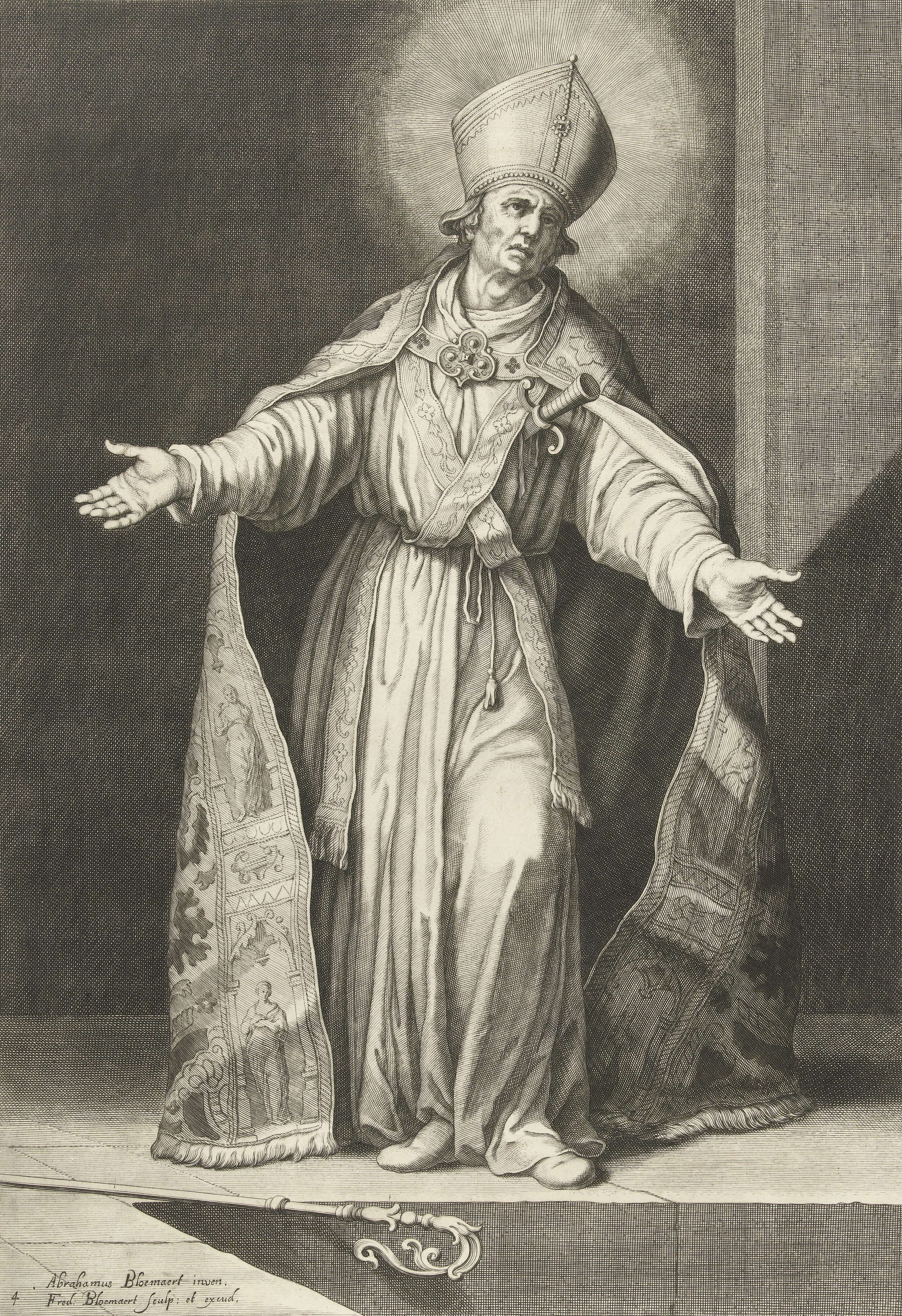
San Federico de Utrecht.

Celebración del día: San Federico de Utrecht.(imagen lustrativa).
- San Arnulfo de Metz,[11]patrono de la Cerveza y de los cerveceros.[12]
Hombre proveniente de la política y la milicia que llegó a ser obispo de Metz, Francia. Preocupado por la salud de su pueblo promovió el consumo de cerveza como alternativa a las aguas contaminadas.
- San Bruno de Segni.[11]
- Santo Domingo Nicolás Dinh Dat.
- San Emiliano de Doróstoro.[11]
- San Filastrio de Brescia.[11]
- Santa Gundena de Cartago.
- San Materno de Milán.[11]
- San Rufilo de Forlimpopoli.[11]
- Santa Sinforosa e hijos.
- Santa Teodosia de Constantinopla.[11]
- Beato Juan Bautista de Bruselas.[11]
- San Simeón de Lipnica.[11]
- Beata Tarsicia Mackiv.[11]